# Íjászat a 2015. évi Európa-játékokon
A 2015. évi Európa-játékokon az íjászatban összesen 5 versenyszámot rendeztek. Az íjászat versenyszámait június 16. és 22. között tartották.

## Éremtáblázat
|          | Ország                 | Arany | Ezüst | Bronz | Összesen |
| 1.       | Olaszország (ITA)      | 2     | 0     | 0     | 2        |
| 2.       | Spanyolország (ESP)    | 1     | 1     | 1     | 3        |
| 3.       | Ukrajna (UKR)          | 1     | 0     | 2     | 3        |
| 4.       | Németország (GER)      | 1     | 0     | 0     | 1        |
|          |                        |       |       |       |          |
| 5.       | Fehéroroszország (BLR) | 0     | 1     | 1     | 2        |
|          | Hollandia (NED)        | 0     | 1     | 1     | 2        |
| 7.       | Dánia (DEN)            | 0     | 1     | 0     | 1        |
|          | Grúzia (GEO)           | 0     | 1     | 0     | 1        |
| Összesen | Összesen               | 5     | 5     | 5     | 15       |

## Érmesek

### Férfi
| versenyszám | arany                                                                | ezüst                                                                              | bronz                                                                    |
| Egyéni      | Miguel Alvariño · Spanyolország (ESP)                                | Sjef van den Berg · Hollandia (NED)                                                | Anton Prilepov · Fehéroroszország (BLR)                                  |
| Csapat      | Ukrajna (UKR) · Heorhiy Ivanytskyy · Markiyan Ivashko · Viktor Ruban | Spanyolország (ESP) · Miguel Alvariño · Antonio Fernandez · Juan Ignacio Rodriguez | Hollandia (NED) · Mitch Dielemans · Sjef van den Berg · Rick van der Ver |

### Női
| versenyszám | arany                                                                    | ezüst                                                                          | bronz                                                                       |
| Egyéni      | Karina Winter · Németország (GER)                                        | Maja Jager · Dánia (DEN)                                                       | Alicia Marin · Spanyolország (ESP)                                          |
| Csapat      | Olaszország (ITA) · Guendalina Sartori · Elena Tonetta · Natalia Valeeva | Fehéroroszország (BLR) · Hanna Marusava · Ekaterina Timofeyeva · Alena Tolkach | Ukrajna (UKR) · Veronika Marchenko · Anastasia Pavlova · Lidiia Sichenikova |

### Vegyes
| versenyszám | arany                                               | ezüst                                                | bronz                                                   |
| Csapat      | Olaszország (ITA) · Mauro Nespoli · Natalia Valeeva | Grúzia (GEO) · Khatuna Narimanidze · Lasha Pkhakadze | Ukrajna (UKR) · Heorhiy Ivanytskyy · Lidiia Sichenikova |